# テルマー・ジョンソン
- テマー・ジョンソン

テルマー・ジョンソン（Termarr Johnson, 2004年6月11日 - ）は、アメリカ合衆国ジョージア州アトランタ出身の野球選手（遊撃手）。右投左打。

## 経歴
ジョージア州のベンジャミン・イライジャ・メイズ高等学校へ進学後の2021年にはU-18のアメリカ合衆国代表に選出された。

## プレースタイル
小柄ながら抜群の打撃センスを誇り、「ウェイド・ボッグスとブラディミール・ゲレーロを足したようだ」との声もある。